# عملية الطائر المحاكي
عملية الطائر المحاكي عبارة عن برنامج واسع النطاق مزعوم لوكالة المخابرات المركزية الأمريكية (CIA) بدأ في السنوات الأولى من الحرب الباردة وحاول التلاعب بوسائل الإعلام الإخبارية لأغراض دعائية.
وفقًا للكاتب ديبورا ديفيس، قامت عملية الطائر المحاكي بتجنيد صحفيين أمريكيين بارزين في شبكة دعاية وأثرت على عمليات المجموعات الأمامية. تم الكشف عن دعم وكالة المخابرات المركزية للمجموعات الأمامية عندما ذكرت مقالة في مجلة رمبارت عام 1967 أن جمعية الطلاب الوطنية تلقت تمويلًا من وكالة المخابرات المركزية. في عام 1975، كشفت تحقيقات لجنة الكنيسة في الكونغرس عن اتصالات الوكالة بالصحفيين والمجموعات المدنية.
في عام 1973 نشرت وكالة المخابرات المركزية وثيقة يشار إليها باسم «جواهر العائلة» تحتوي على إشارة إلى «مشروع الطائر المحاكي»، وهو اسم عملية في عام 1963 للتنصت على اثنين من الصحفيين يعتقد أنهما ينشران معلومات سرية. لكن الوثيقة لا تحتوي على إشارات إلى «عملية الطائر المحاكي».

## خلفية
في السنوات الأولى من الحرب الباردة، بذلت حكومة الولايات المتحدة جهودًا لاستخدام وسائل الإعلام للتأثير على الرأي العام على الصعيد الدولي. بعد أن كشفت لجنة ووترغيت في مجلس الشيوخ الأمريكي في عام 1973 عن انتهاكات المراقبة المحلية التي وجهها الفرع التنفيذي لحكومة الولايات المتحدة ، ونشرت صحيفة نيويورك تايمز في عام 1974 مقالًا بقلم سيمور هيرش يزعم أن وكالة المخابرات المركزية قد انتهكت ميثاقها بالتجسس على النشطاء المناهضين للحرب، دعا مسؤولون سابقون في وكالة المخابرات المركزية وبعض المشرعين إلى تحقيق في الكونجرس أصبح يعرف باسم لجنة الكنيسة. أكد تقرير اللجنة الذي نُشر في عام 1976، بعض الروايات السابقة التي اتهمت وكالة المخابرات المركزية بإقامة علاقات مع مؤسسات خاصة، بما في ذلك الصحافة. دون تحديد الأفراد بالاسم، ذكرت لجنة الكنيسة أنها عثرت على خمسين صحفياً تربطهم علاقات رسمية، لكنها سرية، مع وكالة المخابرات المركزية. في مقال بمجلة رولينغ ستون عام 1977، تحت عنوان «وكالة المخابرات المركزية والإعلام»، توسع المراسل كارل برنستين في تقرير لجنة الكنيسة وقال إن حوالي 400 من أعضاء الصحافة اعتبروا أصولًا استخباراتية من قبل وكالة المخابرات المركزية، بما في ذلك ناشر نيويورك تايمز آرثر هايز سولزبرجر، كاتب عمود والمحلل السياسي ستيوارت السوب ومجلة تايم. وثق برنستين الطريقة التي عملت بها الفروع الخارجية لوكالات الأنباء الأمريكية الكبرى لسنوات عديدة كـ«عيون وآذان» لعملية الطائر المحاكي، والتي عملت على نشر دعاية وكالة المخابرات المركزية عبر وسائل الإعلام الأمريكية المحلية.
في كتاب صخب متصاعد: الصحافة الأمريكية ووكالة المخابرات المركزية والحرب الباردة، كتب ديفيد ب. هادلي أن «استمرار الافتقار إلى التفاصيل المحددة [التي قدمتها لجنة الكنيسة وعرض برنشتاين] أثبت أنه أرض خصبة لبعض الادعاءات الغريبة بخصوص وكالة المخابرات المركزية والصحافة»؛ كمثال، قدم ادعاءات بدون مصدر من قبل المراسل ديبورا ديفيس. كتبت ديفيس في سيرة كاثرين غراهام عام 1979، مالكة صحيفة واشنطن بوست ( كاثرين العظمى)، أن وكالة المخابرات المركزية أدارت «عملية الطائر المحاكي» خلال هذا الوقت. كتبت ديفيس أن المنظمة الدولية للصحفيين (IOJ) التي تتخذ من براغ مقراً لها «تلقت أموالاً من موسكو وتسيطر على المراسلين في كل صحيفة كبرى في أوروبا، وتنشر القصص التي تروج للقضية الشيوعية»، وأن فرانك ويسنر، مدير مكتب تنسيق السياسات (وحدة عمليات سرية أنشأها مجلس الأمن القومي للولايات المتحدة في عام 1948) قد أنشأ عملية الطائر المحاكي استجابةً للمنظمة الدولية للصحفيين، حيث قام بتجنيد فيل جراهام من صحيفة واشنطن بوست لإدارة المشروع داخل الصناعة. وفقًا لديفيس، «بحلول أوائل الخمسينيات من القرن الماضي، «امتلك» ويسنر أعضاء محترمين في نيويورك تايمز ونيوزويك وسي بي إس ووسائط اتصالات أخرى. كتبت ديفيس أنه بعد انضمام كورد ماير إلى وكالة المخابرات المركزية في عام 1951، أصبح «المشارك الرئيسي» لعملية الطائر المحاكي. لم تجد لجنة الكنيسة أو أي من التحقيقات التي تلت ذلك حدوث مثل هذه العملية كما وصفها ديفيس. ولخص هادلي، «ظل الطائر المحاكي، كما وصفه ديفيس، نظرية ثابتة بعناد»؛ وأضاف: «إن نظرية ديفيس / الطائر المحاكي، بأن وكالة المخابرات المركزية قامت بتشغيل برنامج متعمد ومنهجي للتلاعب على نطاق واسع بوسائل الإعلام الأمريكية، لا يبدو أنها تستند إلى الواقع، ولكن لا ينبغي أن يخفي ذلك الدور النشط الذي لعبته وكالة المخابرات المركزية في التأثير على إخراج الصحافة المحلية».

## الاستخدام الحديث
مؤيدو كيو أنون الذين يعتقدون أن برنامج وكالة المخابرات المركزية للتلاعب بالإعلام لا يزال موجودًا وأن وسائل الإعلام الرئيسية مسؤولة عن نشر أخبار مزيفة، يزعمون أن التقارير الصحفية التي لا يحبونها جزء من عملية الطائر المحاكي.

## روابط خارجية
- إصدار وكالة المخابرات المركزية للسجلات المتعلقة أو الإشارة إلى مشروع الطائر المحاكي استجابة لطلب قانون حرية المعلومات من موكروك